# Гаузи
Гаузите (на латински: Gausen; Gausus, Gausi) са кралска династия на лангобардите, която основава Лангобардското кралство в Италия. Те са ариантски християни.
При лангобардите Гауз е името на германския бог Гаут, едно от имената на върховния бог Один.
Гауз е прародител на Аудоин и Албоин. Около 540 г. Аудоин става регент след смъртта на Вахо на малолетния крал Валтари от родът на Летингите (Lethinger). Около 546 г. той отстранява младия Валтари и се обявява сам за крал. Неговият син Албоин през 568 г. настъпва в Италия и основаva там Лангобардското кралство в Италия.